# Cena Franze Kafky

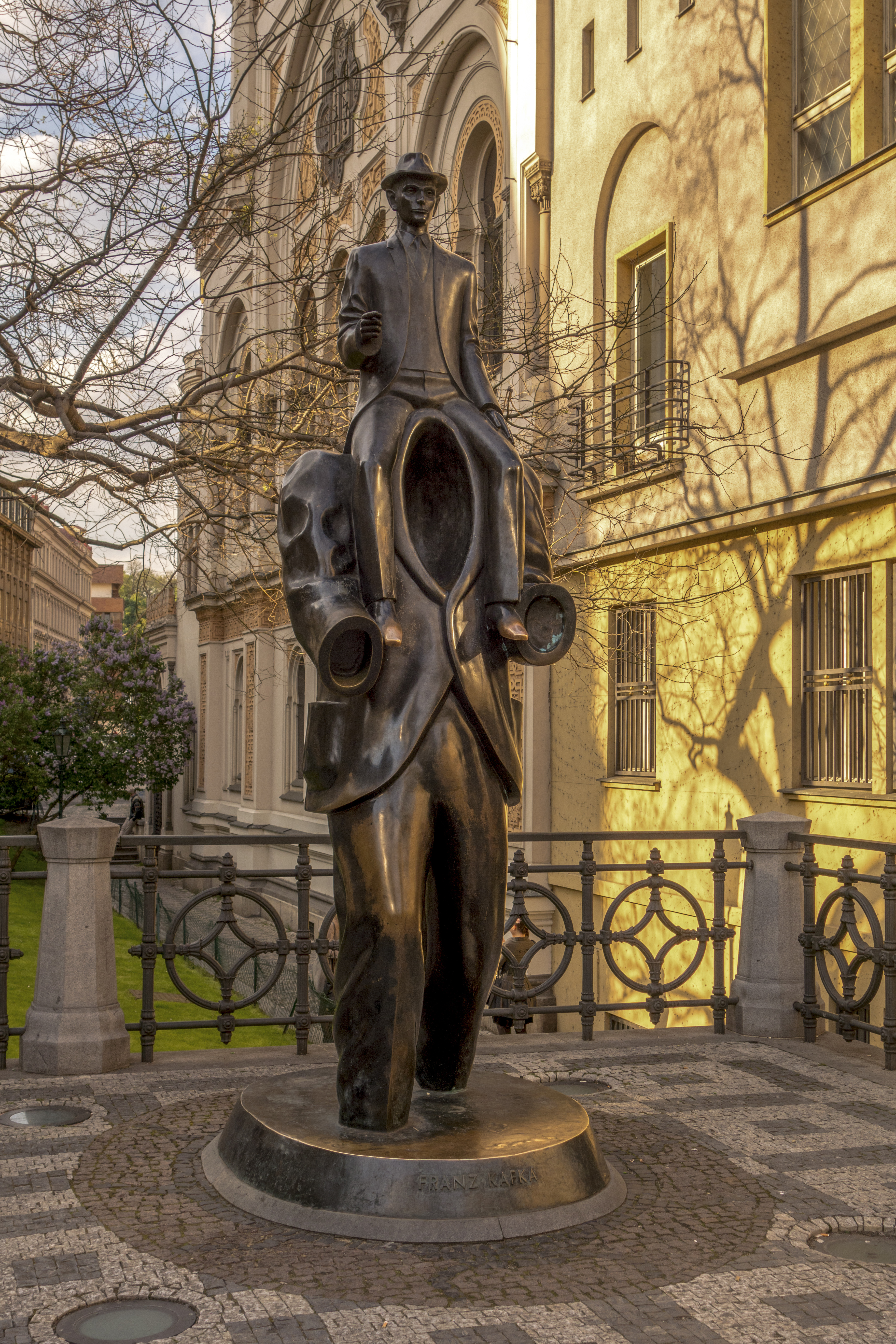
Pomník Franze Kafky

Cena Franze Kafky je mezinárodní literární ocenění. Zřizovatelem je Společnost Franze Kafky, spolupořadatelem pak hl. město Praha. Posláním Ceny Franze Kafky je ocenění umělecky výjimečné literární tvorby současného autora, jehož dílo oslovuje čtenáře bez ohledu na jejich původ, národnost a kulturu, tak jako dílo Franze Kafky, jednoho z největších autorů moderní světové literatury.
Cenu Franze Kafky uděluje Společnost Franze Kafky na základě rozhodnutí mezinárodní poroty pod záštitou předsedy Senátu Parlamentu České republiky, ministra kultury a primátora Hlavního města Prahy. Slavnostní ceremoniál se koná v reprezentačních prostorách Staroměstské radnice vždy koncem října u příležitosti státního svátku České republiky. Laureát obdrží finanční částku 10 000 USD, diplom a bronzovou sošku od Jaroslava Róny; jde o zmenšený model Kafkova pomníku.

## Porota Ceny Franze Kafky
- Jakub Češka (Česko), literární teoretik, docent Katedry elektronické kultury a sémiotiky Fakulty humanitních studií Univerzity Karlovy
- Peter Demetz (USA), germanista, bohemista, kulturněhistorický badatel a esejista, doyen poroty a pražský rodák
- André Derval (Francie), literární historik a esejista
- Marianne Gruber (Rakousko), spisovatelka a publicistka
- Hans-Gerd Koch (Německo), literární vědec, nakladatel a editor
- Tomáš Kubíček (Česko), profesor bohemistiky, literární historik, ředitel Moravské zemské knihovny v Brně
- Pierre Michon (Francie), spisovatel, laureát Ceny Franze Kafky 2019
- Lorenzo Silva (Španělsko), spisovatel
- Jan Vít (Česko), autor televizních a rozhlasových děl, dramaturg, producent, mediální konzultant, působí na Filosofickém ústavu Akademie věd ČR
- Irina Wutsdorff (Německo), profesorka slavistiky Westfälische Wilhelms-Universität v Münsteru
- Vladimír Železný (Česko), zakladatel Společnosti Franze Kafky a její předseda

Členství v porotě je čestné. Porota se schází jednou ročně. Ze svého středu si volí předsedu pro příslušný rok a hlasuje o kandidaturách. Na způsobu hlasování (tajné, aklamace) se předem dohodne.

## Kandidatury Ceny Franze Kafky
Nominace na udělení ceny přináleží výhradně mezinárodní porotě. Nositelem ceny se může stát autor kterékoli národnosti a jakéhokoli věku. Cena může být udělena pouze žijícímu autorovi. Cenu obdrží vždy pouze jeden kandidát ročně. Kandidát může být autorem díla prozaického (romány, sbírky povídek, sbírky esejů), básnického a dramatického, tedy pouze díla literárního (nikoli žurnalistického, filmového, televizního aj.), které bylo vydáno knižně (i v případě dramatu). Alespoň jedno z jeho děl musí vyjít knižně v českém jazyce.

## Kritéria pro získání ceny
Základním kritériem je kvalita a výlučnost uměleckého díla, jeho humanistický charakter a přínos kulturní, nacionální, jazykové a náboženské toleranci, jeho existenciální, nadčasový charakter, jeho obecně lidská platnost a jeho schopnost vydat svědectví o naší době.

## Laureáti
- 2001 – Philip Roth (USA)[3]
- 2002 – Ivan Klíma (Česko)[4]
- 2003 – Péter Nádas (Maďarsko)[5]
- 2004 – Elfriede Jelineková (Rakousko)[6]
- 2005 – Harold Pinter (Spojené království)[7][pozn. 1]
- 2006 – Haruki Murakami (Japonsko)[9]
- 2007 – Yves Bonnefoy (Francie)[10]
- 2008 – Arnošt Lustig (Česko)[11]
- 2009 – Peter Handke (Rakousko)[12]
- 2010 – Václav Havel (Česko)[13]
- 2011 – John Banville (Irsko)[14]
- 2012 – Daniela Hodrová (Česko)[15]
- 2013 – Amos Oz (Izrael)[16]
- 2014 – Jen Lien-kche (Čína)[17]
- 2015 – Eduardo Mendoza Garriga (Španělsko)[18]
- 2016 – Claudio Magris (Itálie)[19]
- 2017 – Margaret Atwoodová (Kanada)[20]
- 2018 – Ivan Wernisch (Česko)[21]
- 2019 – Pierre Michon (Francie)[22]
- 2020 – Milan Kundera (Česko/Francie)[23]
- 2021 – Ivan Vyskočil (Česko)[24]